# اندیس چشمه فیرزوی
چشمه فیرزوی یک اندیس غیرفلزی است که در حوالی شهر اسفوردی استان یزد قرار دارد و مادهٔ معدنی موجود در آن، فسفات است.  